# الیزابت کین
الیزابت دنیستون وود کین (زاده ۱۲ مه ۱۸۳۶ – درگذشته ۲۵ مه ۱۹۰۹) پزشک، نویسنده، بشردوست و فعال حقوق زنان آمریکایی بود. او یکی از اولین دانشجویانی بود که در کالج پزشکی زنان پنسیلوانیا شرکت کرد. نوشته‌های او نقشی را که همسرش، توماس کین، در تلاش‌های لابی‌گری ایفا کرد و تلاش می‌کرد تا از آزار و شکنجه لایحه لهستان از آزار و شکنجه اعضای کلیسای عیسی مسیح مقدسین آخرالزمان جلوگیری کند، حمایت کرد.
او دو گزارش سفر نوشت، دوازده خانه مورمون‌ها که در سفری از یوتا به آریزونا بازدید می‌شدند و روایت غیریهودی زندگی در یوتا دیکسی، که از نامه‌های او به خانه و خاطرات شخصی‌اش منتشر شد و بازگوکننده زمانی بود که او در یوتا با توماس کین در ارتباط با مورمون‌ها بود. در حالی که این کتاب‌ها ممکن است بر بحث‌های کنگره دربارهٔ لایحه لهستان تأثیر گذاشته باشند، مهم‌تر از آن روایت اول شخص نزدیک مورمون‌ها در اواسط اواخر دهه ۱۸۸۰ را نشان می‌دهند و سبک زندگی و نظرات آنها را در مورد اعمال چندهمسری نشان می‌دهند.

## اوایل زندگی
الیزابت دنیستون وود در ۱۲ می ۱۸۳۶ در لیورپول انگلستان در حومه ای به نام بوتل به دنیا آمد. او سومین فرزند از شش فرزند ویلیام وود و هریت آملیا کین بود. ویلیام اسکاتلندی و هریت آمریکایی بودند. این دو در شهر نیویورک ملاقات کردند و در سپتامبر ۱۸۳۰ ازدواج کردند. ویلیام وود در تجارت خانوادگی دنیستون کار می‌کرد. او در دانشگاه سنت اندروز و دانشگاه گلاسکو تحصیل کرد و طیف وسیعی از علایق فکری داشت. الیزابت در خانه ای دوست داشتنی بزرگ شد، جایی که آموزش سکولار و معنوی او توسط والدینش انجام می‌شد. او با توماس لیپر کین، در سال ۱۸۴۲ دیدن کرد، ملاقات کرد. خانواده او در سال ۱۸۴۴ به شهر نیویورک نقل مکان کردند.
مادر الیزابت پس از به دنیا آوردن هفتمین فرزندش در حالی که الیزابت ده ساله بود درگذشت. عدم مهارت پدرش در تربیت و پرورش فرزندان، زندگی ناخوشایندی را برای الیزابت ایجاد کرد. پدر با بیوه پسر عمویش، مارگارت لارنس ازدواج کرد، اما الیزابت هرگز با نامادری خود رابطه صمیمی برقرار نکرد. سال‌های نوجوانی او پر از ناامنی عاطفی بود و بر تمایل او برای ازدواج در سنین پایین تأثیر گذاشت. او در سال ۱۸۵۳ در شهر نیویورک، زمانی که شانزده ساله بود، با توماس کین ازدواج کرد. این زوج در فیلادلفیا زندگی می‌کردند، جایی که پدر توماس، جان کی کین، به عنوان قاضی دادگاه منطقه ای ایالات متحده کار می‌کرد.

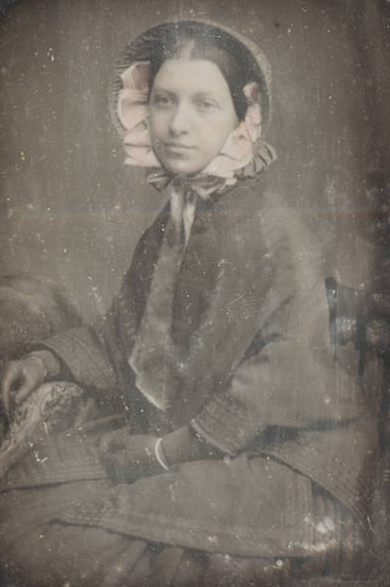
عکس الیزابت کین به عنوان یک زن جوان، احتمالاً در اواسط اواخر دهه ۱۸۵۰ گرفته شده است

## اواسط زندگی
الیزابت و توماس کین در نظر داشتند با یکدیگر همکاری کنند تا شکاف برابری جنسیتی را از طریق آموزش زنان کاهش دهند و همچنین به دنبال اصلاح نهاد ازدواج بودند. او در سال ۱۸۵۴ در کالج پزشکی زنان پنسیلوانیا (اکنون دانشکده پزشکی دانشگاه درکسل) به عنوان یکی از اولین دانشجویان آن ثبت نام کرد. او به مدت ۲۹ سال درس خواند و سرانجام در سال ۱۸۸۳ مدرک دکترای خود را گرفت. او و همسرش مدرسه ای را برای کودکان محروم در فیلادلفیا تأسیس کردند که بر اساس پیش دبستانی‌های فرانسوی است. او یکی از رهبران محلی جنبش خانه پناهندگان بود که به اصلاح نوجوانان بزهکار کمک می‌کرد. او همچنین یک عکاس آماتور بود.
شوهرش او را تشویق کرد تا مهارت‌های نویسندگی خود را پرورش دهد، به این امید که او تبدیل به یک نویسنده سیاسی و فعال شود. اگرچه او در آن زمان به یک فعال عمومی تبدیل نشد، اما به‌طور خصوصی می‌نوشت. او همچنین برخی از نوشته‌های تاریخی در مورد خانواده‌ها و جوامع محلی را انجام داد. با این حال، تحسین‌برانگیزترین کار او دو سفرنامه بود که هنگام همراهی همسرش در سفری برای بازدید از مورمون‌ها در یوتا نوشت.

## زندگی و مرگ
مدت کوتاهی پس از فارغ‌التحصیلی کین از دانشکده پزشکی در سال ۱۸۸۳، شوهرش بر اثر ذات الریه درگذشت. او به نوشتن ادامه داد و فصل آخر زندگی‌نامه پدرش را پس از مرگ او و همچنین زندگی‌نامه جدش جان کین را تکمیل کرد. او در مدرسه یکشنبه پروتستان تدریس می‌کرد و با شرکت در همایش‌های ایالتی و ملی به عنوان رئیس بخش محلی اتحادیه زنان مسیحی اعتدال انتخاب شد.
او هرگز به‌طور مستقل طبابت نمی‌کرد، اما فرزندانش اغلب در مورد بیماران با او مشورت می‌کردند. او به همراه پسرش به مکزیک سفر کرد تا در کنفرانسی برای کنگره پزشکی پان آمریکایی شرکت کند. او در طول زندگی خود فعال سیاسی بود. به توسعه مهارت‌ها و استعدادهای خود، طراحی گیاه‌شناسی، کنده کاری روی چوب، تصویربرداری میکروسکوپی و عکاسی ادامه داد. به زبان فرانسه روان صحبت می‌کرد، مهارت‌های خوبی در زبان‌های سوئدی و ایتالیایی داشت و آلمانی را در اوایل زندگی اش آموخته بود. او هرگز اشتیاق خود را برای یادگیری از دست نداد. قبل از مرگ در ۲۵ مه ۱۹۰۹ در سن ۷۳ سالگی در حال مطالعه اسپانیایی بود.
در یک مراسم ترحیم او را «مادر کین» نامیدند. کسب و کارها در شهر با وجود خصوصی بودن، به افتخار مراسم تشییع جنازه او بسته شدند.

## حرفه
کتاب کین دوازده خانه مورمونی در سفری از یوتا به آریزونا نوشته شده است، شامل نامه‌های خانه و دفترچه سفر شخصی او بود. این گزارش سفر خاص، زمان سفر او را از طریق سالت لیک سیتی به سنت جورج توصیف می‌کند. هر یک از دوازده خانه ای که او از آنها بازدید کرد، توقفگاهی برای غذا و اسکان در راه بود. در نوشتن، هدف او اطلاع‌رسانی بود تا متقاعد کردن. این نه یک رویکرد غیرعادی بود و نه موضوع جدیدی، زیرا در آن زمان بسیاری از نویسندگان گزارش‌های سفر مورمون‌ها را مشابه او نوشتند. به گفته اریک الیاسون، گزارش‌های سفر به دلیل علاقه و ثبت نقطه نظر موضوع، به سبک ادبیات خود تبدیل شده بود. برخلاف بسیاری از گزارش‌های سفر مورمون‌ها که در آن زمان نوشته شده بود، نوشته‌های او بر روی مناطق روستایی یوتا متمرکز بود تا مناطق شهری، و بیش از یک شهرک بازدید شده را پوشش می‌داد. او همچنین گزارش‌هایی از پیشگامی مورمون‌ها و روابط آنها با بومیان آمریکایی اضافه کرد.
کین در طول مدت اقامت خود در یوتا، این فرصت را داشت که در برخی از جلسات کلیسای مورمون شرکت کند. در حالی که بسیاری از مسافران دیگر تحت تأثیر جلسات مورمون قرار نگرفتند، او اعتراف کرد که غیررسمی بودن و سادگی آنها را دوست دارد. او به ویژه تحت تأثیر موعظه ای که ویلیام سی استینز ایراد کرد قرار گرفت، اما از یادداشت برداری نکردن از آن پشیمان شد. او پس از گذراندن زمان زیادی با مورمون‌ها در سالت لیک سیتی، با زنان مورمون دوست شد و مسائل مربوط به تعدد زوجات، حقوق زنان و سختی‌های کلی را که مردم مورمون با آن مواجه بودند، بهتر درک کرد. او قدردان خوبی مردم بود، علیرغم اینکه اعتقاداتشان را به اشتراک نمی‌گذاشتند.
شوهرش او را تشویق کرد که مجلات شخصی و نامه‌های خود را منتشر کند تا به لابی کردن علیه قانون لهستان کمک کند. کین از نام‌های ساختگی برای محافظت از ناشناس بودن مقدسین استفاده کرد. دوازده خانه مورمونی که در سفری از یوتا به آریزونا به صورت متوالی بازدید شده بودند، توسط پدرش در نیویورک در سال ۱۸۷۴ منتشر شد. کین که همدردی فزاینده‌ای را برای مورمون‌ها، به‌ویژه زنان تجربه می‌کرد، امیدوار بود که این کتاب از آزار و شکنجه مقدسین آخرالزمان بکاهد. در حالی که کتاب او نتوانست به موفقیت اصلی دست یابد، بسیاری از آن استقبال کردند و در برخی از مقالات روزنامه به آن اشاره شد.

## باورهای اجتماعی و فلسفی
تربیت عمیق مذهبی کین بر ایمانی که او در طول زندگی خود داشت تأثیر گذاشت. او مرتباً در کلیسا شرکت می‌کرد، کتاب مقدس می‌خواند، مکرراً دعا می‌کرد و حتی دعاها را در دفترهایش می‌نوشت. او سعی کرد به خواست خدا زندگی کند و اظهار داشت که دینش برای او آرامش و خوشبختی به ارمغان آورده است. او در پانزده سالگی در کلیسای پرسبیتری پذیرفته شد. پس از اینکه اولین بارداری او با سقط جنین به پایان رسید، او شروع به ترس از مرگ و میر خود کرد. ترس‌های او منشأ ریشه‌ای داشت، زیرا مادرش هنگام زایمان فوت کرد و او از خدا به عنوان منبع آرامش خود یاد کرد. او با مشهود بودن اعتقادات مذهبی خود معتقد بود که سقط جنین مجازاتی از جانب خداوند به دلیل پنهانی نخواستن فرزند و ناسپاسی از بارداری است.
بی‌علاقگی شوهرش به مذهب سازمان‌یافته، قلب الیزابت را به درد می‌آورد، زیرا احساس می‌کرد که باید به تنهایی با دین خود زندگی کند. وقتی توماس نمی‌خواست فرزند اولشان غسل تعمید داده شود، بینشان درگیری به وجود آمد. اما همسرش قبل از رفتن به یک سفر طولانی به یوتا در سال ۱۸۵۸، برای مدتی او را خوشحال کرد و به او اعلام کرد که مسیحی است. کمی بعد متوجه شد که اگرچه شوهرش از مسیحیت حمایت نمی‌کند، اما به صورت غیر مستقیم با انجام کارهایش یک مسیحی است.

## دیدگاه او در مورد زنان
کین به نقشی که زنان در جامعه ایفا می‌کنند علاقه‌مند بود. به عنوان یکی از اولین زنانی که در دانشکده پزشکی زنان پنسیلوانیا شرکت کرد، ثابت کرد که در زمینه آموزش عالی برای زنان پیشگام است. گفته می‌شود که او با لوکرشیا مات، مدافع برجسته حقوق زنان، که شوهرش او را به او معرفی کرده بود، ارتباط داشت. او زمانی را پیش‌بینی کرد که زنان نقش برابر تری در جامعه ایفا کنند. او و همسرش هر دو علاقه زیادی به حقوق زنان داشتند و او او را تشویق کرد تا به یک فعال سیاسی برای زنان تبدیل شود. پدرش ویلیام وود نیز در علاقه اولیه او به تحصیلات عالی نقش داشت. او یکی از اعضای شورای آموزش شهر نیویورک بود و در سال ۱۸۷۰ برای افتتاح مدرسه عادی برای زنان تلاش کرد. توماس کین در ارتقای تحصیلاتش حمایت می‌کرد و اغلب استدلال می‌کرد که این کارها مهم‌تر از مسئولیت‌های او در خانه است.

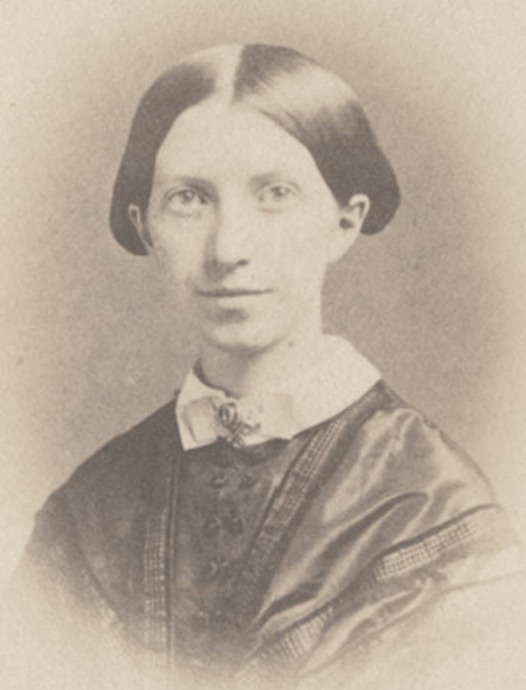
الیزابت وود در نوجوانی - این عکس احتمالاً در حدود سال ۱۸۵۰، قبل از ازدواج با توماس ال. کین، گرفته شده است.

## زندگی شخصی

### ازدواج
الیزابت وود اولین بار در سال ۱۸۴۰ با توماس کین، شوهر آینده اش، هنگامی که او چهار ساله بود و توماس هجده ساله بود ملاقات کرد. او در آن زمان در انگلستان بود. طبق یک داستان خانوادگی، او هنگام ملاقات با خانواده یک عروسک فرانسوی به او هدیه داد که تحسین مادام العمر او را برانگیخت. او که مادرش را در سنین جوانی از دست داده بود، در درس خواندن و ملاقات گاه و بیگاه پسر عمویش توماس، که در سن دوازده سالگی تصمیم گرفت ازدواج کند، آرامش پیدا کرد.
الیزابت قربانی یک موقعیت سخت خانوادگی بود، زیرا پدرش همیشه کار می‌کرد و او از نامادری خود متنفر بود. در نتیجه، او به یک نوجوان ساکت و بی‌دست و پا تبدیل شد. این کاملاً در تضاد با با توماس بود، که در خانواده پر سر و صدا بزرگ شده بود. آنها در ۲۵ ژانویه ۱۸۵۲ نامزد کردند. از آنجایی که او بسیار جوان بود، پدرش در دادن اجازه مردد بود، اما او در نهایت موافقت کرد، به شرطی که تا هفده سالگی او صبر کنند. آنها در ۲۱ آوریل ۱۸۵۳، سه هفته قبل از اینکه او هفده ساله شود، ازدواج کردند.

### فرزندان
این زوج صاحب چهار فرزند شدند: هریت آملیا در سال ۱۸۵۵، الیشا کنت کین در سال ۱۸۵۶، ایوان اونیل کین در سال ۱۸۶۱ و ویلیام کین در سال ۱۸۶۲. پس از مرگ توماس، ویلیام نام توماس ال. کین جونیور را برگزید سه نفر از فرزندان آنها پزشک شدند، در حالی که الیشا کین در رشته مهندسی از دانشگاه پرینستون فارغ‌التحصیل شد.
ایوان اونیل کین، جراح برجسته، حرفه ای چشمگیر و گاه عجیب داشت. او به خاطر اختراعاتش و همچنین عمل بر روی خودش معروف بود. الیزابت، ایوان و ویلیام بیمارستان کین وودساید را تأسیس کردند که بعداً به بیمارستان کین سامیت تبدیل شد، جایی که ایوان کین جراح ارشد آن بود. این بیمارستان در سال ۱۹۷۰ بسته شد، اما هنوز به عنوان یک ساختمان اداری برای بیمارستان جامعه کین قعالیت می‌کند.